# 產科三重悲劇

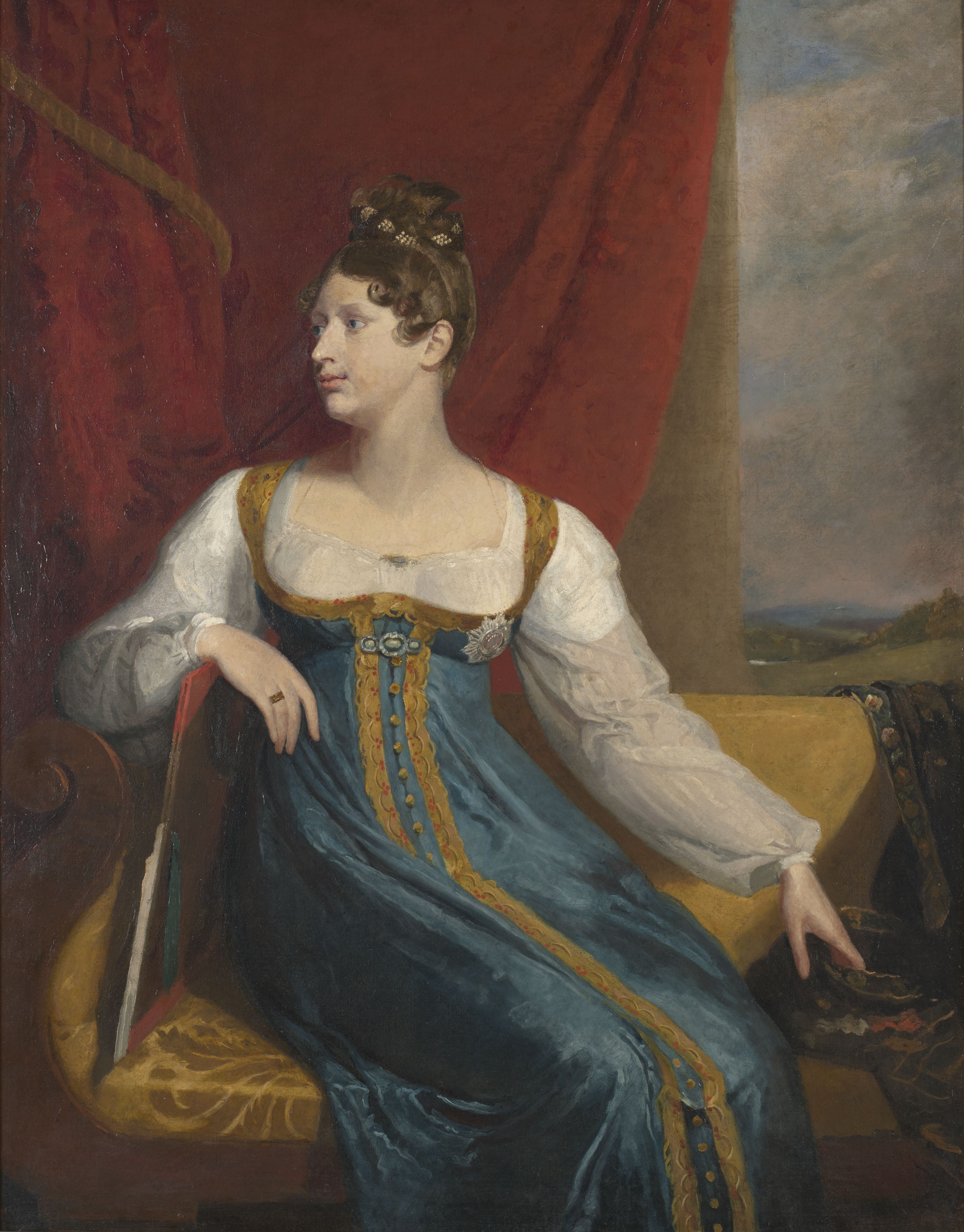
夏洛特公主

醫學史上的產科三重悲劇（英語：The triple obstetrical tragedy），是發生在1817年英國的一個著名分娩意外；英國王位第二繼承人，威爾斯的夏綠蒂·奧古斯塔公主（Princess Charlotte Augustus of Wales）及其嬰兒同死於難產。負責接生的產科醫生理察·告羅夫爵士（Sir Richard Croft）其後自殺。

## 背景
1817年，英王喬治三世年老身體欠佳。王儲威爾斯親王喬治王子（日後之喬治四世）於七年前（1810年），由國會推選為攝政王（Regency），依法負起國王責任。年過五十的親王只有夏洛特公主一位獨生女，因此公主為王位第二繼承人，何況親王婚姻失和。1816年5月2日，備受國人愛戴的的夏洛特公主下嫁給薩克森-科堡-薩爾菲德王子利奧波德（Leopold Prince of Saxe-Coburg-Saalfeld , 日後比利時國王利奧波德一世）。次年二月，二十歲的公主在數次小產後終於成功懷孕。消息傳出後，全國興奮。若無意外，夏洛特及其嬰孩日後將分別成為英國君主。
理察·告羅夫爵士（Sir Richard Croft）出生於1762年，年輕時開始於其舅父Mr. Chawner處學醫。後來在倫敦及牛津各地醫院行醫，及曾經在亞伯丁大學習醫。1792年，被任為倫敦皇家產科慈善會產科醫生。告羅夫後來與倫敦極具名氣之產科醫生Richard Denman 之女結婚，於其診所執業。1816年，Richard Denman 逝世，告羅夫繼承其診所。十八個月後，告羅夫被任為王儲夏洛特的產科醫生。
按照當時的產科知識，夏洛特在懷孕期間經常被放血，而且厲行節食，還要服食輕瀉藥。雖然如此，夏洛特這次的懷孕過程尚算順利。

## 難產
1817年11月3日，已到了懷孕的四十二週加三天。當天傍晚七時，夏洛特羊水囊破裂，開始了足足長達五十小時的分娩。分娩第一期一直持續二十六小時至次日晚上九時。由於子宮收縮出現不規則，而且進展緩慢，告羅夫寫便條請另一位醫生Dr. John Simms 到場作顧問。第二期分娩維持了整整二十四小時。期間告羅夫發現子宮分泌物變成綠色，顯示嬰兒可能有死產的危險。但告羅夫決定任由夏洛特自然生產。到了11月5日下午九時，夏洛特終於靠自然分娩誕下一名九磅重的男嬰。但男嬰诞下時全無生命，已死去數個小時。男嬰的臍帶幼細，且已變成深綠及黑色。
夏洛特在分娩後，初時看來仍然良好。告羅夫成功從子宮移除胎盤，子宮亦已開始收縮。可是三個小時後，夏洛特開始嘔吐及頭暈。到了11月6日凌晨，感到呼吸困難，脈搏不規則、精神混亂。最終夏洛特在當天早上2時死去。
夏洛特及其男嬰的去世，對王室、英國國民及醫生告羅夫均打擊極大。王子利奧波德寫給友人的信中寫道：「兩代王室繼承人，一下子都消失了！」英國民間對於被受愛戴的公主離去，亦感受悲傷。詩人拜倫，亦在他的長詩《恰爾德哈羅爾德遊記》第四章中記下了當時英國人對夏洛特去世的傷感。

## 三重悲劇
利奧波德王子在事後已公開向告羅夫醫生致謝，但無阻各方對告羅夫的極度質疑，當時甚至有傳言，夏洛特生產時他正在睡覺。為解釋疑團，王室下令展開調查。結果認為幾位醫生在事件中沒有疏忽，各人已盡在人力範圍內，及科學知識內一切辦法。然而告羅夫所受的壓力極大。三個月後的2月18日晚上，告羅夫前往王室牧師的家，準備為其夫人接生。次日凌晨三時，牧師打算叫醒告羅夫，發現他死在床上，手上持著槍指著頭，告羅夫已死於自殺。

## 後話
告羅夫其實已成功診斷出嬰兒有側臥臀位。但以當時的條件及知識，剖腹生產，及用藥引產皆不可能。告羅夫唯一可做而沒有做的，是使用產鉗替夏洛特助產。事實上，於十七世紀曾為英國醫生張伯倫家族家傳秘密的產鉗，在當時已公開了數十年。但由於常有未受訓練的醫生不當使用，產鉗的名聲欠佳，當時的產科主流意見不建議使用。至於夏洛特之死，當時認為是因為未曾診斷出的產後子宮出血。但現在按當時的記緑，相信更可能是因為肺栓塞（羊水栓塞）。

## 影响
事件改變了英國王位的繼承。在位的老英王乔治三世雖然有九儿六女，但仅王儲已结婚生女。其餘兒子中，次子约克公爵已婚但无后，六子薩塞克斯公爵的婚姻被宣布无效，其余均尚未結婚。因此乔治三世在第三代中除夏洛特以外沒有继承人。如今王儲將再無子女，令繼承王位的責任，落在他那些年近半百的弟弟身上。各兄弟在夏洛特去世後，競相赴歐洲追求貴族女性結婚產子。最終，喬治三世的第四子肯特公爵，迎娶夏洛特丈夫利奧波德的姐姐為妻。在年屆知命時，亦即夏洛特死後二年的1819年，終於誕下一位公主，並賜名維多利亞。維多利亞公主很快成為了英國王室下一代的繼承人。十八年後，在1837年，公主繼承其三伯父威廉四世之位，成為統治大英帝國六十三年的維多利亞女王。